# Rinchnacher Ohe

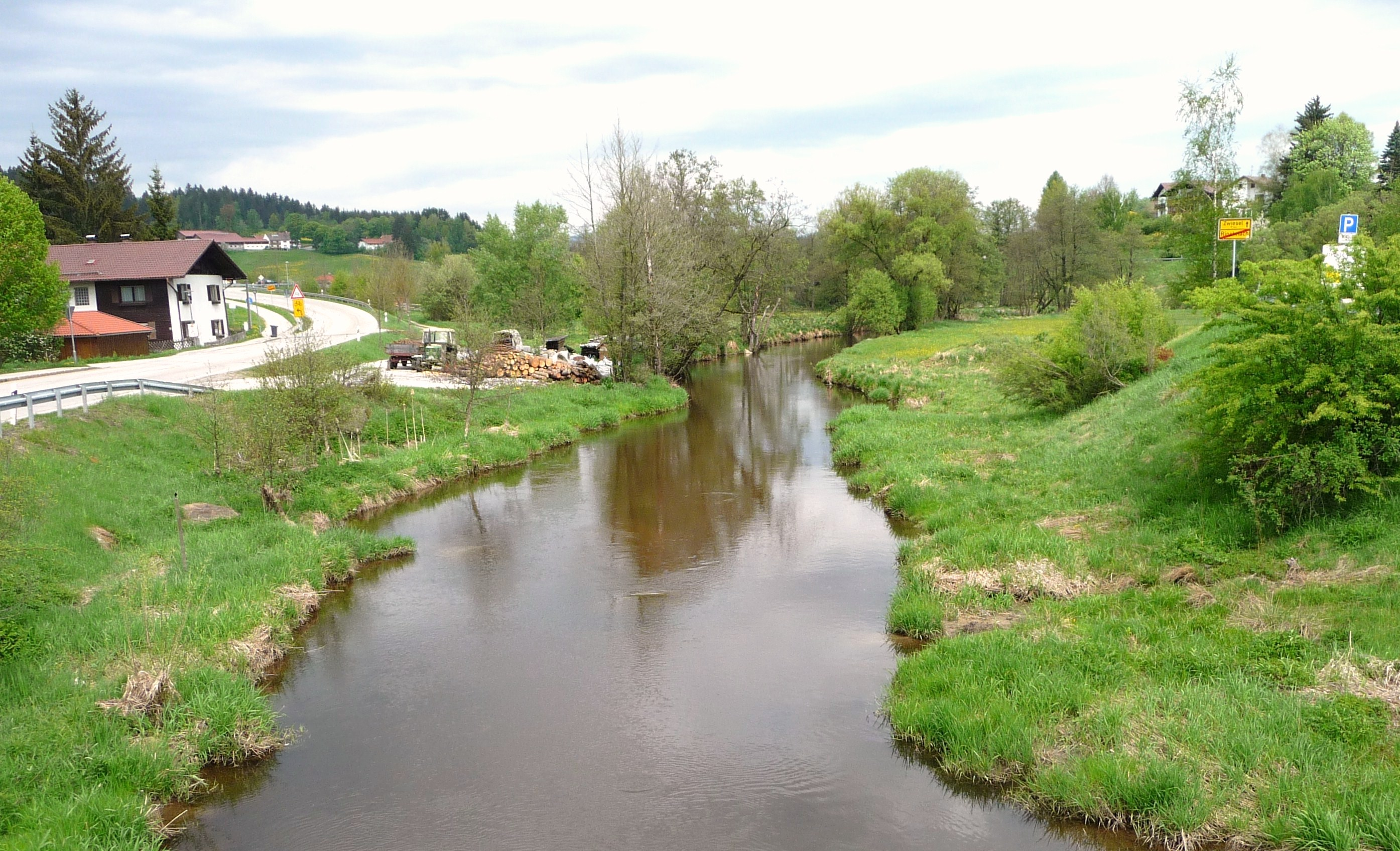
Die Rinchnacher Ohe verlässt Rinchnach in Richtung Regener See

Die Rinchnacher Ohe ist ein 13 Kilometer langer Nebenfluss des Schwarzen Regens. Sie entsteht durch die Vereinigung von Hackenbach und Kühbach bei der Furthmühle in der Gemeinde Kirchberg im Wald und fließt über Rinchnach in den Regener See, ein künstlicher Stausee in der Nähe der Stadt Regen.

## Ökologische Bedeutung
Die Rinchnacher Ohe ist ein wichtiger Bestandteil des FFH-Gebietes "Oberlauf des Regens und Nebenbäche". Durch die relative Naturbelassenheit des Flusses und seiner Umgebung kommen hier viele gefährdete Tierarten vor, z. B. Biber, Fischotter, Äsche, Bachforelle, Groppe, Schneider, Elritze, Flussperlmuschel, Steinkrebs und Edelkrebs.

## Nutzungen

### Energieerzeugung
Das Gewässer wird zur Energieerzeugung durch vier Kleinwasserkraftwerke genutzt. Weitere Kleinwasserkraftwerke sind in den Quell- und Nebenbächen.

### Fischerei
Durch das gute Fischvorkommen ist die Rinchnacher Ohe bei Anglern beliebt. Hauptsächlich wird auf Bachforellen und Äschen mit Kunstködern, wie z. B. Wobbler oder Blinker, gefischt. Teilweise bietet das Gewässer auch genügend Platz für das Fliegenfischen. Eigentümer des Fischereirechtes ist der Freistaat Bayern, welcher das Recht an den "Fischereiverein Zwiesel und Umgebung e. V." verpachtet hat. Für einen Teil der Rinchnacher Ohe werden Erlaubnisscheine an Nichtmitglieder des Vereins ausgestellt.

### Perlfischerei
In früherer Zeit war die Rinchnacher Ohe ein bedeutender Fluss für die Perlfischerei, also der Gewinnung von Perlen aus der Flussperlmuschel. Eigentümer des Perlfischereirechtes ist der Freistaat Bayern, welcher das Recht früher an den letzten Perlfischer Karl Stockbauer verpachtete. Durch die Seltenheit der Muscheln ist diese Nutzung aber bedeutungslos geworden.